# Iolanda Balaș
Iolanda Balaș, po mężu Sőtér (węg. Balázs Jolán, ur. 12 grudnia 1936 w Timișoarze, zm. 11 marca 2016 w Bukareszcie) – rumuńska lekkoatletka pochodzenia węgierskiego, skoczkini wzwyż, dwukrotna mistrzyni olimpijska. 
Balaș zdobyła dwa złote medale olimpijskie: w 1960 wynikiem 1,85 m pokonała Polkę Jarosławę Jóźwiakowską i Brytyjkę Dorothy Shirley, a w 1964 roku wynikiem 1,90 m pokonała Australijkę Michele Brown i reprezentantkę ZSRR Taisiję Czenczik.
Przez 10 lat, między rokiem 1957 a 1967, Balaș była niepokonana, wygrywając 150 kolejnych zawodów. W tym okresie czternaście razy poprawiała rekord świata od 1,74 m do 1,91 m w 1961. Balaș w swoich skokach stosowała udoskonaloną wersję techniki nożycowej. Jej ostatni rekord świata przetrwał aż 10 lat, kiedy to rozwinięto nowe techniki skoku wzwyż (obrotową i flop). 
Balaș zdobywała również medale mistrzostw Europy: złote w latach 1958 i 1962 oraz srebrny w 1954 roku.
W latach 1988–2005 prezes Rumuńskiego Związku Lekkiej Atletyki.

## Odznaczenia
- Komandor Orderu Gwiazdy Rumunii[6]
- Oficer Orderu Gwiazdy Rumunii[6]